# 土耳其共产主义劳动党/列宁主义
土耳其共产主义劳动党/列宁主义（土耳其语：Türkiye Komünist Emek Partisi/Leninist）是土耳其的一个非法的共产主义政党。该党成立于1990年9月1日。该党的意识形态是共产主义、马克思列宁主义。该党的青年翼是三月十三日青年共产主义联盟。该党是人民联合革命运动的成员。